# Francesco Scipione Maria Borghese
Pour les articles homonymes, voir Scipione Borghese.
Francesco Scipione Maria Borghese (né le 20 juin 1697 à Rome, alors dans les États pontificaux, et mort le 21 juin 1759 à Rome) est un cardinal italien du XVIIIe siècle.
Il est de la famille de plusieurs papes, notamment Paul V (1605–1621) et de plusieurs cardinaux, notamment Scipione Borghese (1576-1633) et son homonyme Scipione Borghese (1734-1782).

## Biographie
Francesco Scipione Maria Borghese exerce diverses fonctions au sein de la Curie romaine, il est nommé archevêque titulaire de Trajanopolis (de) en 1728.
Le pape Benoît XIII le crée cardinal lors du consistoire du 6 juillet 1729. Le cardinal Borghese est préfet du Palais apostolique, camerlingue du Sacré Collège en 1738 et vice-doyen du Collège des cardinaux en 1759.
Il participe au conclave de 1730, lors duquel Clément XII est élu pape, et à ceux de 1740 (élection de Benoît XIV) et de 1758 (élection de Clément XIII).

### Sources
- Fiche du cardinal Francesco Scipione Maria Borghese sur le site fiu.edu